# عزلة المعامرة (عمران)

تعديل مصدري - تعديل

عزلة المعامرة هي إحدى عزل مديرية حوث في محافظة عمران اليمنية ويبلغ تعداد سكانها 796 نسمة حسب التعداد السكاني في اليمن لعام 2004.

## روابط خارجية
- الجهاز المركزي للإحصاء بالجمهورية اليمنية
- المركز الوطني للمعلومات باليمن
- World Gazetteer:Yemen
- الدليل الشامل